# Vinterslev
Vinterslev er en bydel i Hadsten. Vinterslev var tidligere en landsby, hvis gårde har lagt jord til det, som vi i dag kender som det nordlige Hadsten. Hadsten Station kom også til at ligge på landsbyens marker, hvorfor det derfor kan virke naturligt at stationen skulle opkaldes efter byen. 

Dette kom som sagt ikke til at ske, fordi der fandtes et navne sammentræf med byen Vinderslev ved Kjellerup, som Postvæsenet frygtede en forveksling. Derfor blev navnet fra den nærliggende vandmølle, Hadsten Mølle, og nabosognets navn benyttet indstillet som det nye navn.. I dag findes der ganske få tegn på den gamle landsby, idet parcelhuskvartere har omringet den. Navnet findes som vejnavn, Vinterslevvej og som Vinterslev Børnehave, og tidligere som Vinterslev Skole, der i dag er nedrevet efter Hadsten Skole åbenede i 1969.

## Navnet
Vinterslev blev i 1467 skrevet som Wintersløff, som menes at henvise til det gamle danske navn Wintar, mens endelsen -sløff (el. -lev) hentyder til noget efterladt eller arvegods. Derfor kan det tænkes at byen er opstået omkring én forladt gård, og som så senere har udviklet sig til en mindre landsby under Kollerup Gods.